# 拉克蒂奧諾夫島
65°46′S 65°46′W / 65.767°S 65.767°W

拉克蒂奧諾夫島（Laktionov Island），是南極洲的島嶼，位於雷諾島的尤爾瓦角東北面7公里，屬於比斯科群島的一部分，長4公里，在1957年被繪入阿根廷地圖，現時由南極條約體系管理。